# Хосе Фалкон
Хосе Армандо Лопес Фалкон (на испански: José Armando López Falcón) е кубински космонавт и пилот във военновъздушните сили на Куба.
Завършил е военното училище за пилоти „Карлос Уло“ през 1967 г. и Военновъздушната академия „Гагарин“ в Монино, Московска област, Русия, СССР.
През 1978 г. е избран за дублиращ космонавт на Арналдо Мендес за полет „Союз 38“. След това отново се връща във Военновъздушните сили.
Преподава в университет. Във въоръжените сили достига до звание полковник. Представител на Куба в Международната организация за гражданска авиация през 2013 г.